# Purbeck (distrikt)
Purbeck var mellan 1974 och 2019 ett distrikt i Storbritannien. Det låg i grevskapet Dorset och riksdelen England, i den södra delen av landet, 170 km sydväst om huvudstaden London. Huvudort är Wareham. Distriktet har fått sitt namn efter halvön Isle of Purbeck. Distriktet har 44 973 invånare (2011).
Den 1 april 2019 blev det en del av den nya enhetskommunen Dorset.